# Bangladeschische Badmintonmeisterschaft 1984
Die Bangladeschische Badmintonmeisterschaft 1984 war die 10. Austragung der nationalen Titelkämpfe im Badminton in Bangladesch. 

## Sieger und Finalisten
| Disziplin       | Gold                                                        | Silber                                         |
| --------------- | ----------------------------------------------------------- | ---------------------------------------------- |
| Herreneinzel    | Shekh Abul Hashem (Pabna DSA)                               | Sultan Arefin Badar (University of Dhaka)      |
| Dameneinzel     | Kamrun Nahar Dana (University of Dhaka)                     | Ferdousy Begum (Dhaka DSA)                     |
| Herrendoppel    | Shekh Abul Hashem Sapan (Pabna DSA)                         | Monoar Ul Alam Babul Golam Aziz Zilani (Biman) |
| Damendoppel     | Kamrun Nahar Dana Rashida (University of Dhaka)             | Rokeya Beg Urmi Lohani (Biman)                 |
| Mixed           | Sultan Arefin Badar Kamrun Nahar Dana (University of Dhaka) | Pintu Ferdousy Begum (Dhaka DSA)               |
| Veteranendoppel | M. A. Rakib Samsul Islam Mehedi (Police Sports)             | A. Islam M. H. Khan (Dhaka DSA)                |